# چراغ خورشیدی

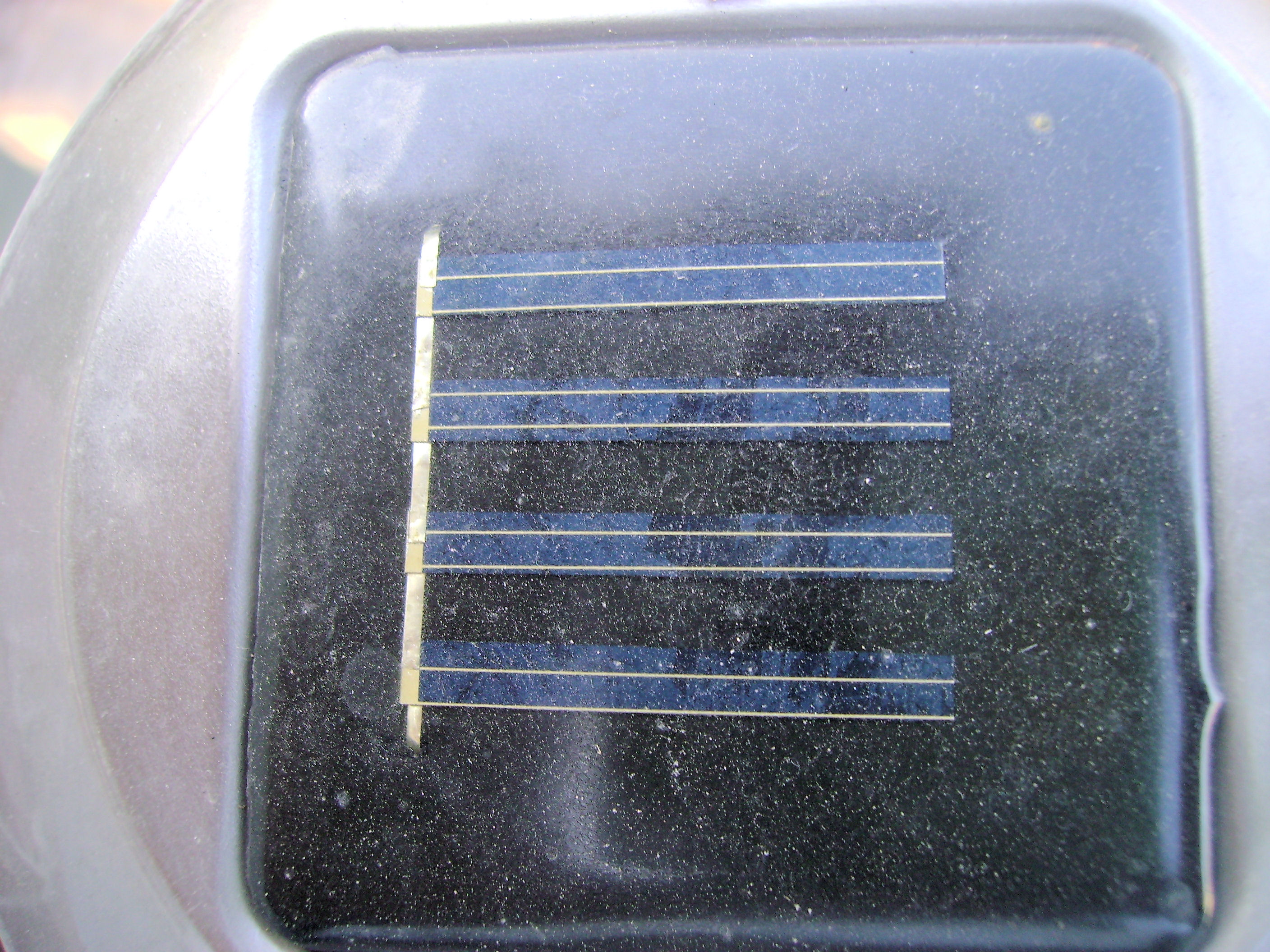

چراغ خورشیدی یک ابزار روشنایی قابل حمل است که از لامپ ال‌ئی‌دی، سلول خورشیدی و باتری قابل شارژ تشکیل شده‌است.
چراغ‌های بیرونی برای تزیین محیط‌هایی مانند باغچه، باغ و چمن به کار گرفته می‌شوند و نوع داخلی آن برای روشنایی اصلی محیط داخل ساختمان کاربرد دارند که در این حالت صفحه خورشیدی از خود چراغ جداست.
چراغ‌های خورشیدی بیش‌تر برای تزیین به کار می‌روند و شکل‌های گوناگونی را دارا هستند، برای نمونه گاهی به شکل حیوانات طراحی می‌شوند. از دیگر کاربردهای متداول لامپ‌های خورشیدی می‌توان به نشان‌گذاری مسیرهای گوناگون اشاره کرد.
در صورت کاهش نور محیط، این لامپ‌ها اغلب به صورت خودکار روشن می‌شوند، هرچند در برخی از آن‌ها دکمه‌ای برای جابجایی بین حالت خودکار و دستی در نظر گرفته شده‌است. آن‌ها در طول شب روشن باقی می‌مانند و میزان روشنایی آن‌ها بستگی به میزان نور دریافتی آن‌ها در طول روز دارد که به‌طور متوسط ۸ تا ۱۰ ساعت باقی می‌ماند.
اغلب چراغ‌های خورشیدی به اندازه چراغ‌های برقی روشنایی ندارند، اما شیوه‌ای جایگزین و ارزان‌تر از چراغ‌های نیازمند سیم‌کشی هستند.